# بنكوي بغدلي (مقاطعة فراشبند)
بنكوي بغدلي (بالفارسية: بنکوی بگدلی) هي قرية تقع في قسم آويز الريفي في إيران. يقدر عدد سكانها بـ 89 نسمة بحسب إحصاء 2016.